# Ruine Ringelstein
Die Ruine Ringelstein, auch als Aloisschlössle bezeichnet, ist der Rest einer Höhenburg auf einem Felsen in 870 m ü. NN Höhe zwischen dem Ortsteil Ringingen und der Stadt Burladingen im Zollernalbkreis in Baden-Württemberg.

## Geschichte

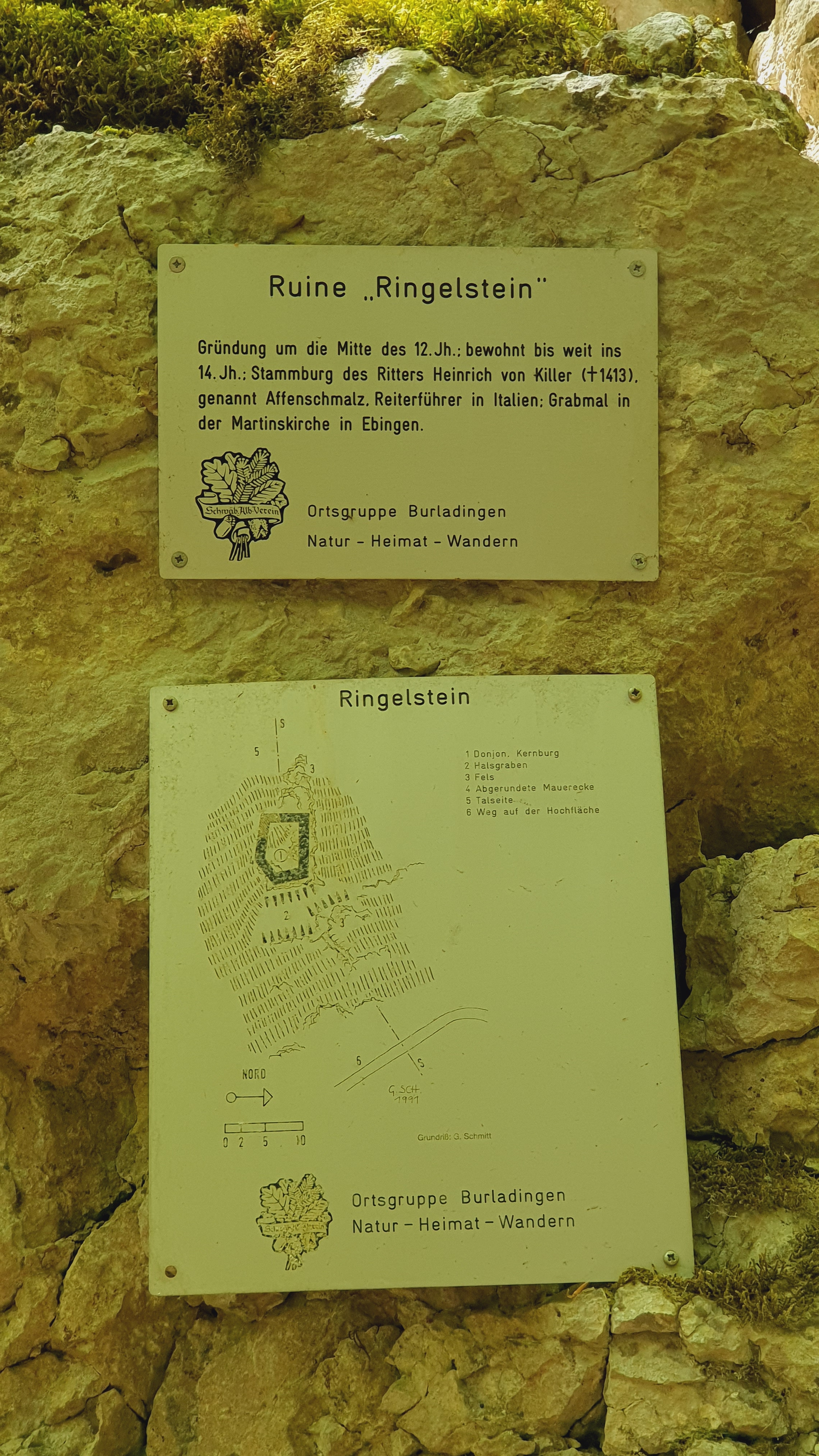
Informationstafeln am Ruinenrest der Turmburg

Über die frühe Geschichte der Burg Ringelstein, die bei ihrer ersten Nennung 1274 als Ringenstein (Ringenstain) bezeichnet wurde, liegen keine genauen Erkenntnisse vor. Es ist anzunehmen, dass das Württembergische Adelsgeschlecht derer von Ringelstein ihren Namen hier bezieht. Das Erbauergeschlecht könnte möglicherweise aus Ringingen stammen, dass sie von der elsässischen Burg Ringelstein stammen ist jedoch ferne.
Erbaut wurde die Burg während der zweiten Hälfte des 12. Jahrhunderts, wie die Datierung von Keramik-Lesefunden zeigt. Die Burgherren sind anschließend öfters genannt, so 1274 mit Sigibold oder Swigger von Ringelstein, er war Zeuge für Graf Friedrich V. von Zollern, zwischen 1318 und 1332 mit Albrecht Hagge von Ringelstein, er war verheiratet mit Irmgard von Lichtenfels. 1328 wurde Albrecht der Hagge von Ringenstein erwähnt, von ihm stammt Heinrich von Killer mit dem Beinamen Affenschmalz ab, er saß auch auf der Burg Killer im gleichnamigen Ort, wenige Kilometer westlich gelegen. Mit dem Tode von Heinrich 1413 endet wohl auch die Nutzung der Burg Ringelstein, möglicherweise aber auch erst mit seinem Sohn Kasper von Ringelstein.  Ebenfalls durch Lesefunde ist das Ende der Burg während der zweiten Hälfte des 14. Jahrhunderts gesichert. Die Art des Mauerwerkes lässt darauf schließen, dass die heutigen Reste des Wohnturmes nicht auf die Zeit der auf das 12. Jahrhundert datierten Keramiklesefunde zurückgehen, sondern erst während der zweiten Hälfte des 13. Jahrhunderts entstand. Der Turm wurde in dieser Zeit vermutlich neu errichtet.
1440 wird Kaspar von Ringelstein erwähnt, als er einen Vertrag mit der Gemeinde Burladingen wegen des Weidezutriebs beim „Burgstall“ Ringelstein schließt.
1932 fanden Maßnahmen zur Sicherung der Ruine statt.

## Beschreibung
Die kleine Burganlage bestand nur aus einem Wohnturm, der auf einem kaum erhöhten Felssporn am Talhang lag. Dieser Sporn ist durch einen unterschiedlich breiten, und drei bis fünf Meter tiefen Halsgraben vom Hang abgeschnitten. Der Wohnturm hat eine unregelmäßig fünfeckige Form, seine Reste erheben sich heute noch etwa sechs Meter über den Fels. Sie standen 1932 allerdings noch höher an, bei den Sicherungsmaßnahmen von damals wurden lockere Steine entfernt, auch eine Scharte wurde dabei zerstört. Sein Mauerwerk besteht aus Bruchsteinen an seiner Feldseite, und aus grob zugerichteten Kleinquadersteinen an den anderen Seiten. Die Maße des Turmes betragen maximal zehn Meter in der Länge und bis zu sieben Meter in der Breite. Da der Felssporn auf dem der Turm steht, zehn Meter abfällt, musste sich das Fundament entsprechend stufig anpassen. Die Südwestecke dieses Turmes ist heute abgestürzt, hier lag wohl auch der Hocheingang. Durch ein Balkenloch im Inneren sind noch zwei Stockwerke erkennbar, vermutlich lag darüber auch ein hölzernes Stockwerk, das mit Ziegeln gedeckt war. Das erschließt sich durch aufgefundene Bruchstücke von Hohlziegeln und Lehmbrocken.  Ein zugehöriger Wirtschaftshof wird unterhalb der Burg am Waldrand auf einer verebneten Fläche vermutet. Reste davon lassen sich aber nicht feststellen.

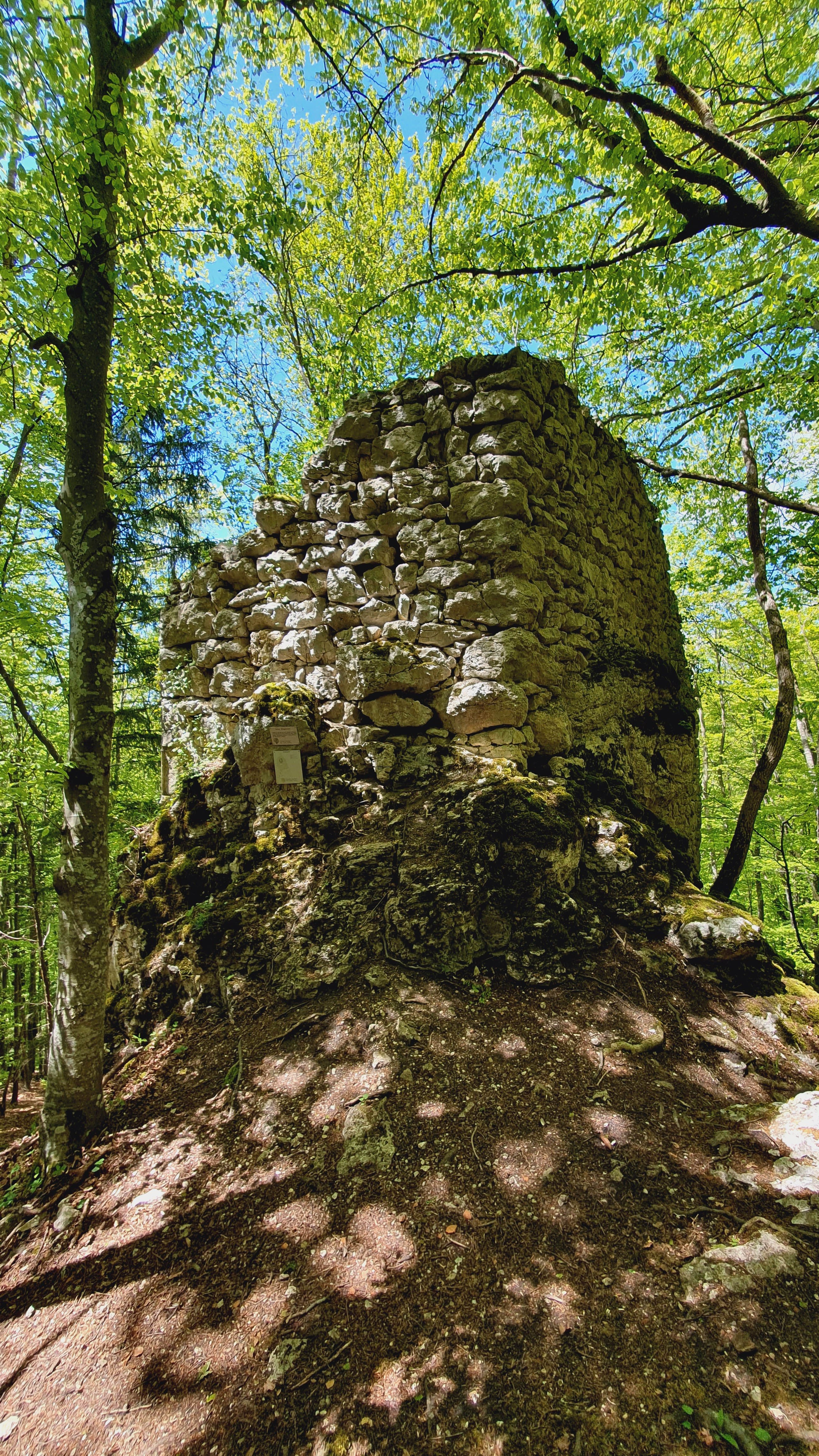
Blick auf die Ruine der Turmburg
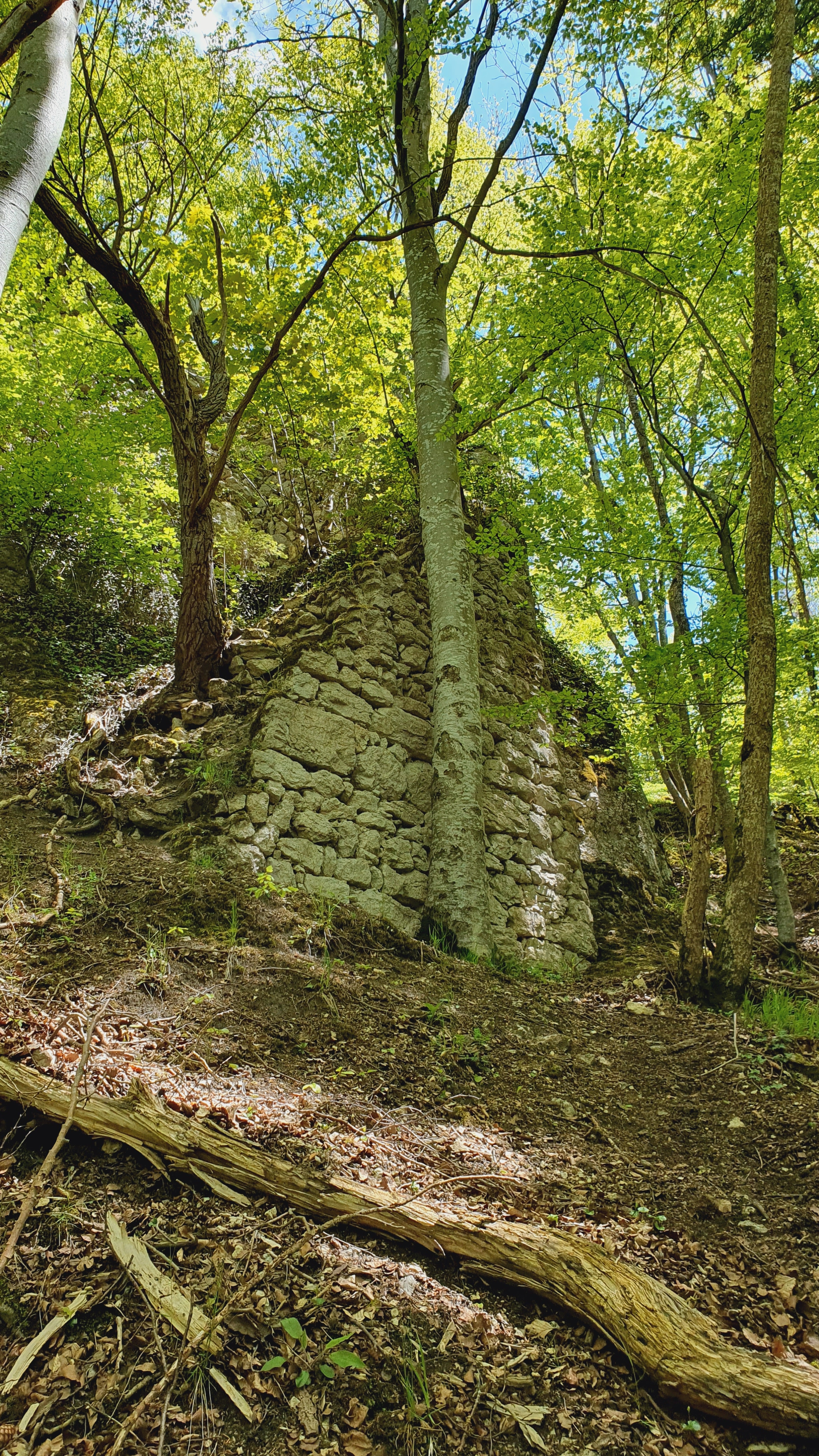
Ruine von Talseite
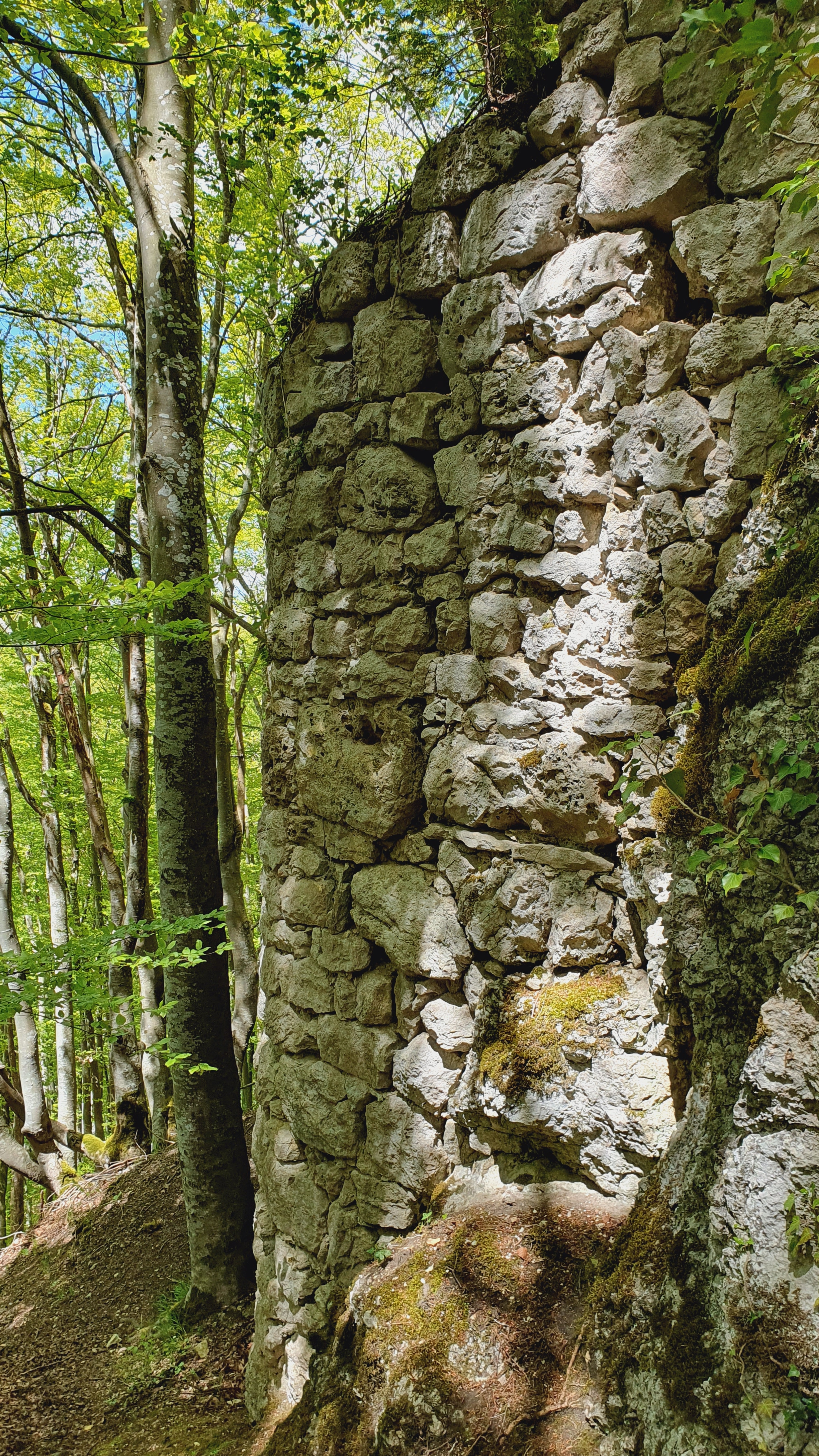
Der Ruinenrest talseitig von Spalten durchzogen